# HC Oceláři Třinec v české hokejové extralize 2023/2024
Sezóna 2023/2024 byla 29. sezónou Třince v české extralize. Hlavním trenérem byl Zdeněk Moták.

## Za Třinec v roce 2023/2024 hráli
| Brankář                                                                    | Marek Mazanec     | 18. července 1991 (33 let)  |  | |
| Brankář                                                                    | Ondřej Kacetl     | 15. října 1990 (34 let)     |  | |
| Brankář                                                                    | Patrik Švančara   | 25. května 2022 (2 roky)    |  | |
| Obránce                                                                    | Marian Adámek     | 2. října 1997 (27 let)      |  | |
| Obránce                                                                    | Adam Polášek      | 12. července 1991 (33 let)  |  | příchod z HC Sparta Praha                                                                                 |
| Obránce                                                                    | Tomáš Kundrátek   | 26. prosince 1989 (35 let)  |  | návrat po roce z HC Kometa Brno                                                                           |
| Obránce                                                                    | Richard Nedomlel  | 1. července 1993 (31 let)   |  | příchod z Mountfield HK                                                                                   |
| Obránce                                                                    | Martin Marinčin   | 18. února 1992 (33 let)     |  | |
| Obránce                                                                    | Jakub Jeřábek     | 12. května 1991 (33 let)    |  | |
| Obránce                                                                    | Adam Smith        | 6. listopadu 1996 (28 let)  |  | |
| Obránce                                                                    | Radim Mrtka       | 9. června 2007 (17 let)     |  | |
| Obránce                                                                    | Petr Šenkeřík     | 13. března 1991 (34 let)    |  | |
| Útočník                                                                    | David Cienciala   | 1. prosince 1995 (29 let)   |  | příchod v průběhu sezony z HC Dynamo Pardubice                                                            |
| Útočník                                                                    | Viliam Čacho      | 14. října 1998 (26 let)     |  | příchod z HK Dukla Trenčín                                                                                |
| Útočník                                                                    | Richard Pánik     | 7. února 1991 (34 let)      |  | příchod do Třince z Lausanne HC v průběhu sezony odchod do HC Dynamo Pardubice výměnou za David Cienciala |
| Útočník                                                                    | Marko Daňo        | 30. listopadu 1994 (30 let) |  | |
| Útočník                                                                    | Daniel Voženílek  | 10. února 1996 (29 let)     |  | |
| Útočník                                                                    | Miloš Roman       | 6. listopadu 1999 (25 let)  |  | |
| Útočník                                                                    | Kamil Wałęga      | 21. července 2000 (24 let)  |  | příchod z MHk 32 Liptovský Mikuláš                                                                        |
| Útočník                                                                    | Vladimír Dravecký | 3. června 1985 (39 let)     |  | |
| Útočník                                                                    | Martin Růžička    | 15. prosince 1985 (39 let)  |  | |
| Útočník                                                                    | Patrik Hrehorčák  | 18. března 1999 (26 let)    |  | |
| Útočník                                                                    | Petr Vrána        | 25. března 1985 (40 let)    |  | Kapitán -                                                                                                 |
| Útočník                                                                    | Andrej Nestrašil  | 22. února 1991 (34 let)     |  | |
| Útočník                                                                    | Daniel Kurovský   | 4. března 1998 (27 let)     |  | |
| Útočník                                                                    | Libor Hudáček     | 7. září 1990 (34 let)       |  | |
| Útočník                                                                    | Oskar Haas        | 21. července 2003 (21 let)  |  | |
| Útočník                                                                    | Jakub Doktor      | 18. června 1997 (27 let)    |  | |
| Útočník                                                                    | Adam Helewka      | 21. července 1995 (29 let)  |  | |
| Útočník                                                                    | Miroslav Holinka  | 10. listopadu 2005 (19 let) |  | |
| Útočník                                                                    | Petr Sikora       | 2. ledna 2006 (19 let)      |  | |
| Útočník                                                                    | Vojtěch Zpěváček  | 22. září 2005 (19 let)      |  | |
| Trenéři - Zdeněk Moták, Vladimír Országh, Jaroslav Kameš (trenér brankářů) |                   |                             |  | |

## Odchody před sezonou
- Milan Doudera do	Banes Motor České Budějovice
- Jan Jaroměřský do GKS Tychy (Polsko)
- Lukáš Kaňák do HC Kometa Brno
- Vladimír Roth do Ferencvárosi TC EBEL (Maďarsko)
- Jan Zahradníček do HC Kometa Brno
- Kārlis Čukste Brynäs IF (2.švédská liga)
- Samuel Buček	do HK Nitra Tipsport liga (Slovensko)
- Aron Chmielewski do HC Olomouc
- Tomáš Marcinko do HC Kometa Brno
- Erik Hrňa do VHK ROBE Vsetín, 1. liga

## Odchody v průběhu sezony
- Richard Pánik  příchod do Třince z Lausanne HC pak v průběhu sezony odchod do HC Dynamo Pardubice výměnou za Davida Ciencialu

## Přípravné zápasy před sezonou
- 10.8.2023 - HC Frýdek-Místek  - HC Oceláři Třinec 0:3 (0:0, 0:1, 0:2)
- 19.8.2023 - Tatranský pohár 2023 HK Poprad - HC Oceláři Třinec 4:0 (1:0, 0:0, 3:0)
- 20.8.2023 - Tatranský pohár 2023 SaiPa - HC Oceláři Třinec 2:5 (1:0, 1:4, 0:1)
- 24.8.2023 - HC Oceláři Třinec - HC Kometa Brno 2:3 SN (0:1, 0:1, 2:0 - 0:0)

## Základní část
| Kolo | Datum      | Domácí                       | Výsledek | Hosté                        | Třetiny                     | Zápis |
| ---- | ---------- | ---------------------------- | -------- | ---------------------------- | --------------------------- | ----- |
| 1.   | 14.9.2023  | HC Škoda Plzeň               | 3 : 1    | Třinec                       | (2:0, 1:0, 0:1)             | Zde   |
| 2.   | 17.9.2023  | Třinec                       | 2 : 3 SN | Sparta Praha                 | (1:2, 1:0, 0:0 - 0:0)       | Zde   |
| 3.   | 21.9.2023  | Třinec                       | 4 : 1    | Bílí Tygři Liberec           | (2:0, 0:1, 2:0)             | Zde   |
| 4.   | 24.9.2023  | Třinec                       | 4 : 3 PP | HC Vítkovice Ridera          | (1:0, 0:1, 2:2 - 1:0)       | Zde   |
| 5.   | 27.9.2023  | HC Olomouc                   | 3 : 4    | Třinec                       | (1:2, 0:0, 2:2)             | Zde   |
| 6.   | 29.9.2023  | Třinec                       | 0 : 5    | Mountfield HK                | (0:1, 0:2, 0:2)             | Zde   |
| 7.   | 1.10.2023  | HC Verva Litvínov            | 6 : 4    | Třinec                       | (3:1, 2:1, 1:2)             | Zde   |
| 8.   | 6.10.2023  | Třinec                       | 4 : 1    | BK Mladá Boleslav            | (1:0, 0:1, 3:0)             | Zde   |
| 9.   | 8.10.2023  | Třinec                       | 5 : 1    | HC Energie Karlovy Vary      | (2:1, 2:0, 1:0)             | Zde   |
| 10.  | 15.10.2023 | Banes Motor České Budějovice | 1 : 2 SN | Třinec                       | (0:0, 0:1, 1:0 – 0:0)       | Zde   |
| 11.  | 20.10.2023 | HC Dynamo Pardubice          | 4 : 3 PP | Třinec                       | (2:0, 1:1, 0:2 – 1:0)       | Zde   |
| 12.  | 22.10.2023 | HC Kometa Brno               | 2 : 3 SN | Třinec                       | (1:0, 0:1, 1:1 – 0:0)       | Zde   |
| 13.  | 27.10.2023 | Třinec                       | 4 : 1    | HC Škoda Plzeň               | (0:0, 3:0, 1:1)             | Zde   |
| 14.  | 29.10.2023 | Sparta Praha                 | 3 : 2 PP | Třinec                       | (2:1, 0:0, 0:1 - 1:0)       | Zde   |
| 15.  | 31.10.2023 | Bílí Tygři Liberec           | 1 : 3    | Třinec                       | (0:0, 1:1, 0:2)             | Zde   |
| 16.  | 3.11.2023  | HC Vítkovice Ridera          | 3 : 6    | Třinec                       | (1:1, 0:1, 2:4)             | Zde   |
| 17.  | 5.11.2023  | Třinec                       | 5 : 0    | HC Olomouc                   | (2:0, 2:0, 1:0)             | Zde   |
| 18.  | 17.11.2023 | Mountfield HK                | 3 : 5    | Třinec                       | (2:0, 0:2, 1:3)             | Zde   |
| 19.  | 19.11.2023 | Třinec                       | 2 : 3 PP | HC Verva Litvínov            | (0:1, 1:1, 1:0 - 0:1)       | Zde   |
| 20.  | 24.11.2023 | BK Mladá Boleslav            | 2 : 3 SN | Třinec                       | (2:0, 0:1, 0:1 - 0:0 - 0:1) | Zde   |
| 21.  | 26.11.2023 | Třinec                       | 3 : 1    | HC Energie Karlovy Vary      | (0:1, 2:0, 1:0)             | Zde   |
| 22.  | 28.11.2023 | Třinec                       | 4 : 3 PP | Rytíři Kladno                | (1:2, 1:0, 1:1 - 1:0)       | Zde   |
| 23.  | 1.12.2023  | Třinec                       | 3 : 2    | Banes Motor České Budějovice | (3:0, 0:1, 0:1)             | Zde   |
| 24.  | 3.12.2023  | Třinec                       | 1 : 5    | HC Dynamo Pardubice          | (0:2, 0:3, 1:0)             | Zde   |
| 25.  | 8.12.2023  | Třinec                       | 2 : 1    | HC Kometa Brno               | (0:0, 1:0, 1:1)             | Zde   |
| 26.  | 10.12.2023 | HC Škoda Plzeň               | 5 : 4    | Třinec                       | (2:0, 1:4, 2:0)             | Zde   |
| 27.  | 20.12.2023 | Třinec                       | 1 : 2 SN | Sparta Praha                 | (0:0, 0:1, 1:0 – 0:0)       | Zde   |
| 28.  | 26.12.2023 | Třinec                       | 2 : 4    | HC Vítkovice Ridera          | (1:2, 1:1, 0:1)             | Zde   |
| 29.  | 28.12.2023 | HC Olomouc                   | 1 : 2    | Třinec                       | (1:1, 0:0, 0:1)             | Zde   |
| 30.  | 30.12.2023 | Třinec                       | 7 : 2    | Mountfield HK                | (0:1, 1:0, 6:1)             | Zde   |
| 31.  | 3.1.2024   | BK Mladá Boleslav            | 2 : 3 SN | Třinec                       | (1:1, 0:1, 1:0 – 0:0)       | Zde   |
| 32.  | 5.1.2024   | HC Verva Litvínov            | 5 : 2    | Třinec                       | (0:1, 3:1, 2:0)             | Zde   |
| 33.  | 7.1.2024   | Třinec                       | 2 : 1 PP | BK Mladá Boleslav            | (0:0, 0:0, 1:1 - 1:0)       | Zde   |
| 34.  | 10.1.2024  | Bílí Tygři Liberec           | 4 : 1    | Třinec                       | (0:0, 1:0, 3:1)             | Zde   |
| 35.  | 12.1.2024  | HC Energie Karlovy Vary      | 0 : 3    | Třinec                       | (0:1, 0:0, 0:2)             | Zde   |
| 36.  | 14.1.2024  | Rytíři Kladno                | 3 : 5    | Třinec                       | (1:2, 2:0, 0:3)             | Zde   |
| 37.  | 19.1.2024  | Třinec                       | 4 : 3 PP | Banes Motor České Budějovice | (0:2, 3:0, 0:1 - 1:0)       | Zde   |
| 38.  | 21.1.2024  | HC Dynamo Pardubice          | 5 : 3    | Třinec                       | (3:0, 1:1, 1:2)             | Zde   |
| 39.  | 23.1.2024  | Třinec                       | 5 : 1    | HC Kometa Brno               | (2:0, 1:1, 2:0)             | Zde   |
| 40.  | 26.1.2024  | Třinec                       | 3 : 0    | HC Škoda Plzeň               | (1:0, 1:0, 1:0)             | Zde   |
| 41.  | 28.1.2024  | Sparta Praha                 | 5 : 1    | Třinec                       | (1:0, 1:0, 3:1)             | Zde   |
| 42.  | 31.1.2024  | Třinec                       | 5 : 0    | Rytíři Kladno                | (1:0, 2:0, 2:0)             | Zde   |
| 43.  | 2.2.2024   | Třinec                       | 5 : 1    | Bílí Tygři Liberec           | (1:1, 1:0, 3:0)             | Zde   |
| 44.  | 4.2.2024   | HC Vítkovice Ridera          | 2 : 6    | Třinec                       | (2:1, 0:4, 0:1)             | Zde   |
| 45.  | 14.2.2024  | Třinec                       | 6 : 1    | HC Olomouc                   | (1:0, 5:0, 0:1)             | Zde   |
| 46.  | 16.2.2024  | Mountfield HK                | 2 : 3    | Třinec                       | (0:2, 2:1, 0:0)             | Zde   |
| 47.  | 18.2.2024  | Třinec                       | 5 : 2    | HC Verva Litvínov            | 5:2 (0:1, 3:0, 2:1)         | Zde   |
| 58.  | 23.2.2024  | HC Energie Karlovy Vary      | 4 : 5    | Třinec                       | (2:4, 2:0, 0:1)             | Zde   |
| 59.  | 25.2.2024  | Rytíři Kladno                | 5 : 2    | Třinec                       | (4:1, 0:0, 1:1)             | Zde   |
| 50.  | 27.2.2024  | Banes Motor České Budějovice | 5 : 2    | Třinec                       | (2:0, 2:0, 1:2)             | Zde   |
| 51.  | 1.3.2024   | Třinec                       | 4 : 3 SN | HC Dynamo Pardubice          | (1:0, 2:0, 0:3 - 0:0)       | Zde   |
| 52.  | 3.3.2024   | HC Kometa Brno               | 3 : 2 PP | Třinec                       | (0:0, 1:1, 1:1 - 1:0)       | Zde   |

## Play-off -Sezona 2023 / 2024
|  | Předkolo | Předkolo         | Předkolo  |                  |   | Čtvrtfinále | Čtvrtfinále | Čtvrtfinále |  |   | Semifinále | Semifinále | Semifinále |  |   | Finále    | Finále | Finále |
|  |          |                  |           |                  |   |             |             |             |  |   |            |            |            |  |   |           |        |        |
|  |          |                  |           |                  |   |             |             |             |  |   |            |            |            |  |   |           |        |        |
|  |          | 1                | Pardubice | 4                |   |             |             |             |  |   |            |            |            |  |   |           |        |        |
|  |          |                  |           | 4                |   |             |             |             |  |   |            |            |            |  |   |           |        |        |
|  |          |                  | 8         | Hradec Králové   | 1 |             |             |             |  |   |            |            |            |  |   |           |        |        |
|  | 8        | Hradec Králové   | 8         | Hradec Králové   | 1 | 3           |             |             |  |   |            |            |            |  |   |           |        |        |
|  | 8        | Hradec Králové   |           |                  |   | 3           |             |             |  |   |            |            |            |  |   |           |        |        |
|  | 9        | Vítkovice        | 0         |                  |   |             |             |             |  |   |            |            |            |  |   |           |        |        |
|  | 9        | Vítkovice        | 0         |                  |   |             |             |             |  | 1 | Pardubice  | 4          |            |  |   |           |        |        |
|  |          |                  |           |                  |   |             |             |             |  | 1 | Pardubice  | 4          |            |  |   |           |        |        |
|  |          | 5                | Litvínov  | 0                |   |             |             |             |  |   |            |            |            |  |   |           |        |        |
|  |          | 5                | Litvínov  | 0                |   |             |             |             |  |   |            |            |            |  |   |           |        |        |
|  |          |                  |           |                  |   |             |             |             |  |   |            |            |            |  |   |           |        |        |
|  |          |                  |           |                  |   |             |             |             |  |   |            |            |            |  |   |           |        |        |
|  |          | 4                | Brno      | 2                |   |             |             |             |  |   |            |            |            |  |   |           |        |        |
|  |          |                  |           | 2                |   |             |             |             |  |   |            |            |            |  |   |           |        |        |
|  |          |                  | 5         | Litvínov         | 4 |             |             |             |  |   |            |            |            |  |   |           |        |        |
|  | 5        | Litvínov         | 5         | Litvínov         | 4 | 3           |             |             |  |   |            |            |            |  |   |           |        |        |
|  | 5        | Litvínov         |           |                  |   | 3           |             |             |  |   |            |            |            |  |   |           |        |        |
|  | 12       | Plzeň            | 0         |                  |   |             |             |             |  |   |            |            |            |  |   |           |        |        |
|  | 12       | Plzeň            | 0         |                  |   |             |             |             |  |   |            |            |            |  | 1 | Pardubice | 3      |        |
|  |          |                  |           |                  |   |             |             |             |  |   |            |            |            |  | 1 | Pardubice | 3      |        |
|  |          | 2                | Třinec    | 4                |   |             |             |             |  |   |            |            |            |  |   |           |        |        |
|  |          | 2                | Třinec    | 4                |   |             |             |             |  |   |            |            |            |  |   |           |        |        |
|  |          |                  |           |                  |   |             |             |             |  |   |            |            |            |  |   |           |        |        |
|  |          |                  |           |                  |   |             |             |             |  |   |            |            |            |  |   |           |        |        |
|  |          | 2                | Sparta    | 4                |   |             |             |             |  |   |            |            |            |  |   |           |        |        |
|  |          |                  |           | 4                |   |             |             |             |  |   |            |            |            |  |   |           |        |        |
|  |          |                  | 7         | Liberec          | 0 |             |             |             |  |   |            |            |            |  |   |           |        |        |
|  | 7        | Liberec          | 7         | Liberec          | 0 | 3           |             |             |  |   |            |            |            |  |   |           |        |        |
|  | 7        | Liberec          |           |                  |   | 3           |             |             |  |   |            |            |            |  |   |           |        |        |
|  | 10       | Olomouc          | 2         |                  |   |             |             |             |  |   |            |            |            |  |   |           |        |        |
|  | 10       | Olomouc          | 2         |                  |   |             |             |             |  | 2 | Sparta     | 3          |            |  |   |           |        |        |
|  |          |                  |           |                  |   |             |             |             |  | 2 | Sparta     | 3          |            |  |   |           |        |        |
|  |          | 3                | Třinec    | 4                |   |             |             |             |  |   |            |            |            |  |   |           |        |        |
|  |          | 3                | Třinec    | 4                |   |             |             |             |  |   |            |            |            |  |   |           |        |        |
|  |          |                  |           |                  |   |             |             |             |  |   |            |            |            |  |   |           |        |        |
|  |          |                  |           |                  |   |             |             |             |  |   |            |            |            |  |   |           |        |        |
|  |          | 3                | Třinec    | 4                |   |             |             |             |  |   |            |            |            |  |   |           |        |        |
|  |          |                  |           | 4                |   |             |             |             |  |   |            |            |            |  |   |           |        |        |
|  |          |                  | 6         | České Budějovice | 3 |             |             |             |  |   |            |            |            |  |   |           |        |        |
|  | 6        | České Budějovice | 6         | České Budějovice | 3 | 3           |             |             |  |   |            |            |            |  |   |           |        |        |
|  | 6        | České Budějovice |           |                  |   | 3           |             |             |  |   |            |            |            |  |   |           |        |        |
|  | 11       | Karlovy Vary     | 0         |                  |   |             |             |             |  |   |            |            |            |  |   |           |        |        |

### Čtvrtfinále

#### HC Oceláři Třinec (3.) – Banes Motor České Budějovice (6.)
| 17. března 2024 15:00 | HC Oceláři Třinec | 2 : 0 (0:0, 0:0, 2:0) | Banes Motor České Budějovice | Werk Arena, Třinec Návštěvnost: 5 400 (vyprodáno) |  |

| Report                                                                    |                                                                           |          |                    |                                                                   |
| Marek Mazanec                                                             | Marek Mazanec                                                             | Brankáři | Dominik Hrachovina | Rozhodčí: Jan Hribik Luděk Pilný Čároví: Vít Lederer Pavel Blažek |
| Nedomlel (Růžička) 43:05' Nestrašil (Voženílek, do prázdné branky) 59:55' | Nedomlel (Růžička) 43:05' Nestrašil (Voženílek, do prázdné branky) 59:55' | 1:0 2:0  |                    | Rozhodčí: Jan Hribik Luděk Pilný Čároví: Vít Lederer Pavel Blažek |
| 2 min                                                                     | 2 min                                                                     | Tresty   | 2 min              | Rozhodčí: Jan Hribik Luděk Pilný Čároví: Vít Lederer Pavel Blažek |
| 26                                                                        | 26                                                                        | Střely   | 22                 | Rozhodčí: Jan Hribik Luděk Pilný Čároví: Vít Lederer Pavel Blažek |

| 18. března 2024 17:00 | HC Oceláři Třinec | 2 : 0 (1:0, 1:0, 0:0) | Banes Motor České Budějovice | Werk Arena, Třinec Návštěvnost: 5 400 (vyprodáno) |  |

| Report                                                            |                                                                   |          |                    |                                                                            |
| Marek Mazanec                                                     | Marek Mazanec                                                     | Brankáři | Dominik Hrachovina | Rozhodčí: Antonín Jeřábek Tomáš Mejzlík Čároví: Daniel Hynek David Klouček |
| Daňo (Hudáček, Kundrátek) 18:08' Cienciala (Daňo, Hudáček) 18:08' | Daňo (Hudáček, Kundrátek) 18:08' Cienciala (Daňo, Hudáček) 18:08' | 1:0 2:0  |                    | Rozhodčí: Antonín Jeřábek Tomáš Mejzlík Čároví: Daniel Hynek David Klouček |
| 4 min                                                             | 4 min                                                             | Tresty   | 0 min              | Rozhodčí: Antonín Jeřábek Tomáš Mejzlík Čároví: Daniel Hynek David Klouček |
| 25                                                                | 25                                                                | Střely   | 34                 | Rozhodčí: Antonín Jeřábek Tomáš Mejzlík Čároví: Daniel Hynek David Klouček |

| 21. března 2024 17:00 | Banes Motor České Budějovice | 3 : 4 (2:3, 1:0, 0:1) | HC Oceláři Třinec | Budvar aréna, České Budějovice Návštěvnost: 6 421 (vyprodáno) |  |

| Report                                                                                      |                                                                                             |                             | |                                                                         |
| Dominik Hrachovina                                                                          | Dominik Hrachovina                                                                          | Brankáři                    | Marek Mazanec | Rozhodčí: Jan Hribik Luděk Pilný Čároví: Miroslav Lhotský David Klouček |
| Kubík (Přikryl, Pech) 09:21' Gulaš (Kondelík, Gulaši) 17:04' Kubík (Přikryl, Harris) 25:39' | Kubík (Přikryl, Pech) 09:21' Gulaš (Kondelík, Gulaši) 17:04' Kubík (Přikryl, Harris) 25:39' | 0:1 1:1 1:2 1:3 2:3 3:3 3:4 | 05:38' Hudáček (Nedomlel, Mazanec) 14:51' Ciencala (Hudáček, Marinčin) 16:39' Roman (Helewka, Smith) 50:19' Hudáček (Adámek, Daňo) | Rozhodčí: Jan Hribik Luděk Pilný Čároví: Miroslav Lhotský David Klouček |
| 4 min                                                                                       | 4 min                                                                                       | Tresty                      | 4 min | Rozhodčí: Jan Hribik Luděk Pilný Čároví: Miroslav Lhotský David Klouček |
| 29                                                                                          | 29                                                                                          | Střely                      | 25 | Rozhodčí: Jan Hribik Luděk Pilný Čároví: Miroslav Lhotský David Klouček |

| 22. března 2024 17:30 | Banes Motor České Budějovice | 4 : 1 (2:1, 0:0, 2:0) | HC Oceláři Třinec | Budvar aréna, České Budějovice Návštěvnost: 6 421 (vyprodáno) |  |

| Report | |                     |                                   |                                                                    |
| Dominik Hrachovina | Dominik Hrachovina | Brankáři            | Marek Mazanec                     | Rozhodčí: Jan Jaroš Jakub Šindel Čároví: Tomáš Brejcha Michal Zíka |
| Kondelík (Štencel, Pech) 04:26' Toman (Koláček, Vopelka) 06:04' Kubík 54:45' Ordoš (Přikryl, Simon, do prázdné branky) 58:12' | Kondelík (Štencel, Pech) 04:26' Toman (Koláček, Vopelka) 06:04' Kubík 54:45' Ordoš (Přikryl, Simon, do prázdné branky) 58:12' | 1:0 1:1 2:1 3:1 4:1 | 04:42' Nedomlel (Cienciala, Daňo) | Rozhodčí: Jan Jaroš Jakub Šindel Čároví: Tomáš Brejcha Michal Zíka |
| 8 min | 8 min | Tresty              | 12 min                            | Rozhodčí: Jan Jaroš Jakub Šindel Čároví: Tomáš Brejcha Michal Zíka |
| 19 | 19 | Střely              | 35                                | Rozhodčí: Jan Jaroš Jakub Šindel Čároví: Tomáš Brejcha Michal Zíka |

| 24. března 2024 17:00 | HC Oceláři Třinec | 2 : 3 (0:1, 0:1, 2:1) | Banes Motor České Budějovice | Werk Arena, Třinec Návštěvnost: 5 400 (vyprodáno) |  |

| Report                                                                   |                                                                          |                     |                                                                                       |                                                        |
| Marek Mazanec                                                            | Marek Mazanec                                                            | Brankáři            | Dominik Hrachovina                                                                    | Rozhodčí: René Hradil Jiří Ondráček Čároví: Josef Špůr |
| Čacho (Marinčin, Nestrašil) 40:30' Voženílek (Růžička, Kundrátek) 55:32' | Čacho (Marinčin, Nestrašil) 40:30' Voženílek (Růžička, Kundrátek) 55:32' | 0:1 0:2 1:2 2:2 2:3 | 12:25' Kondelík (Doudera, Beránek) 33:02' Pýcha (Pech, Kondelík) 55:52' Gulaš (Ordoš) | Rozhodčí: René Hradil Jiří Ondráček Čároví: Josef Špůr |
| 10 min                                                                   | 10 min                                                                   | Tresty              | 10 min                                                                                | Rozhodčí: René Hradil Jiří Ondráček Čároví: Josef Špůr |
| 39                                                                       | 39                                                                       | Střely              | 21                                                                                    | Rozhodčí: René Hradil Jiří Ondráček Čároví: Josef Špůr |

| 26. března 2024 17:30 | Banes Motor České Budějovice | 3 : 0 (2:0, 0:0, 1:0) | HC Oceláři Třinec | Budvar aréna, České Budějovice Návštěvnost: 6 421 (vyprodáno) |  |

| Report                                                                   |                                                                          |             |               |                                                                        |
| Dominik Hrachovina                                                       | Dominik Hrachovina                                                       | Brankáři    | Ondřej Kacetl | Rozhodčí: Antonín Jeřábek Peter Stano Čároví: Michal Zíka Lukáš Rampír |
| Gulaš (Doudera) 00:27' Kondelík 11:19' Valský (do prázdné branky) 56:59' | Gulaš (Doudera) 00:27' Kondelík 11:19' Valský (do prázdné branky) 56:59' | 1:0 2:0 3:0 |               | Rozhodčí: Antonín Jeřábek Peter Stano Čároví: Michal Zíka Lukáš Rampír |
| 4 min                                                                    | 4 min                                                                    | Tresty      | 6 min         | Rozhodčí: Antonín Jeřábek Peter Stano Čároví: Michal Zíka Lukáš Rampír |
| 18                                                                       | 18                                                                       | Střely      | 23            | Rozhodčí: Antonín Jeřábek Peter Stano Čároví: Michal Zíka Lukáš Rampír |

| 28. března 2024 17:00 | HC Oceláři Třinec | 2 : 0 (0:0, 0:0, 2:0) | Banes Motor České Budějovice | Werk Arena, Třinec Návštěvnost: 5 400 (vyprodáno) |  |

| Report                                                            |                                                                   |          |                    |                                                                 |
| Marek Mazanec                                                     | Marek Mazanec                                                     | Brankáři | Dominik Hrachovina | Rozhodčí: Jan Hribik René Hradil Čároví: Josef Špůr David Thuma |
| Roman (Kurovský, Polášek) 49:32' Čacho (do prázdné branky) 59:07' | Roman (Kurovský, Polášek) 49:32' Čacho (do prázdné branky) 59:07' | 1:0 2:0  |                    | Rozhodčí: Jan Hribik René Hradil Čároví: Josef Špůr David Thuma |
| 6 min                                                             | 6 min                                                             | Tresty   | 8 min              | Rozhodčí: Jan Hribik René Hradil Čároví: Josef Špůr David Thuma |
| 29                                                                | 29                                                                | Střely   | 10                 | Rozhodčí: Jan Hribik René Hradil Čároví: Josef Špůr David Thuma |

Konečný stav série 4:3 na zápasy pro HC Oceláři Třinec.

### Semifinále

#### HC Sparta Praha (2.) – HC Oceláři Třinec (3.)
| 2. dubna 2024 18:30 | HC Sparta Praha | 3 : 0 (0:0, 1:0, 2:0) | HC Oceláři Třinec | O2 arena, Praha Návštěvnost: 13 548 |  |

| Report                                                                         |                                                                                |             |               |                                                                  |
| Jakub Kovář                                                                    | Jakub Kovář                                                                    | Brankáři    | Marek Mazanec | Rozhodčí: Jan Hribik Lukáš Květoň Čároví: Josef Špůr Michal Zíka |
| Řepík (Irving, Němeček) 24:16' Forman 42:58' Najman (do prázdné branky) 58:22' | Řepík (Irving, Němeček) 24:16' Forman 42:58' Najman (do prázdné branky) 58:22' | 1:0 2:0 3:0 |               | Rozhodčí: Jan Hribik Lukáš Květoň Čároví: Josef Špůr Michal Zíka |
| 2 min                                                                          | 2 min                                                                          | Tresty      | 6 min         | Rozhodčí: Jan Hribik Lukáš Květoň Čároví: Josef Špůr Michal Zíka |
| 32                                                                             | 32                                                                             | Střely      | 25            | Rozhodčí: Jan Hribik Lukáš Květoň Čároví: Josef Špůr Michal Zíka |

| 3. dubna 2024 18:00 | HC Sparta Praha | 3 : 2 PP (1:0, 0:2, 1:0 – 1:0) | HC Oceláři Třinec | O2 arena, Praha Návštěvnost: 13 905 |  |

| Report                                                                                      |                                                                                             |                     |                                                    |                                                                     |
| Jakub Kovář                                                                                 | Jakub Kovář                                                                                 | Brankáři            | Ondřej Kacetl                                      | Rozhodčí: René Hradil Jakub Šindel Čároví: Vít Lederer Daniel Hynek |
| Moravčík (Lajunen, Mikliš) 17:00' Chlapík (Kempný) 59:52' Moravčík (Chlapík, Kousal) 77:31' | Moravčík (Lajunen, Mikliš) 17:00' Chlapík (Kempný) 59:52' Moravčík (Chlapík, Kousal) 77:31' | 1:0 1:1 1:2 2:2 3:2 | 25:45' Voženílek (Nestrašil, Smith) 27:16' Hudáček | Rozhodčí: René Hradil Jakub Šindel Čároví: Vít Lederer Daniel Hynek |
| 4 min                                                                                       | 4 min                                                                                       | Tresty              | 4 min                                              | Rozhodčí: René Hradil Jakub Šindel Čároví: Vít Lederer Daniel Hynek |
| 46                                                                                          | 46                                                                                          | Střely              | 30                                                 | Rozhodčí: René Hradil Jakub Šindel Čároví: Vít Lederer Daniel Hynek |

| 6. dubna 2024 17:00 | HC Oceláři Třinec | 2 : 3 PP (0:1, 1:1, 1:0 – 0:1) | HC Sparta Praha | Werk Arena, Třinec Návštěvnost: 5 400 (vyprodáno) |  |

| Report                                                               |                                                                      |                     | |                                                                    |
| Ondřej Kacetl                                                        | Ondřej Kacetl                                                        | Brankáři            | Jakub Kovář                                                                                        | Rozhodčí: Jan Hribik Luděk Pilný Čároví: Jiří Svoboda Daniel Hynek |
| Cienciala (Helewka, Daňo) 23:31' Kundrátek (Hrehorčák, Čacho) 56:44' | Cienciala (Helewka, Daňo) 23:31' Kundrátek (Hrehorčák, Čacho) 56:44' | 0:1 1:1 1:2 2:2 2:3 | 05:30' Buchtele (Lajunen, Mikliš) 35:11' Řepík (Chlapík, Moravčík) 74:11' Krejčík (Kousal, Hrabík) | Rozhodčí: Jan Hribik Luděk Pilný Čároví: Jiří Svoboda Daniel Hynek |
| 10 min                                                               | 10 min                                                               | Tresty              | 33 min                                                                                             | Rozhodčí: Jan Hribik Luděk Pilný Čároví: Jiří Svoboda Daniel Hynek |
| 38                                                                   | 38                                                                   | Střely              | 36                                                                                                 | Rozhodčí: Jan Hribik Luděk Pilný Čároví: Jiří Svoboda Daniel Hynek |

| 7. dubna 2024 18:00 | HC Oceláři Třinec | 4 : 1 (2:0, 0:1, 2:0) | HC Sparta Praha | Werk Arena, Třinec Návštěvnost: 5 400 (vyprodáno) |  |

| Report | |                     |                                 |                                                                         |
| Ondřej Kacetl | Ondřej Kacetl | Brankáři            | Jakub Kovář                     | Rozhodčí: Antonín Jeřábek Lukáš Květoň Čároví: Michal Zíka Petr Šimánek |
| Daňo 06:57' Daňo (Daňo, Nedomlel) 15:07' Nestrašil (Marinčin) 15:07' Vrána (Hrehorčák, Daňo, do prázdné branky) 57:59' | Daňo 06:57' Daňo (Daňo, Nedomlel) 15:07' Nestrašil (Marinčin) 15:07' Vrána (Hrehorčák, Daňo, do prázdné branky) 57:59' | 1:0 2:0 2:1 3:1 4:1 | 28:30' Krejčík (Mikliš, Kousal) | Rozhodčí: Antonín Jeřábek Lukáš Květoň Čároví: Michal Zíka Petr Šimánek |
| 18 min | 18 min | Tresty              | 23 min                          | Rozhodčí: Antonín Jeřábek Lukáš Květoň Čároví: Michal Zíka Petr Šimánek |
| 20 | 20 | Střely              | 34                              | Rozhodčí: Antonín Jeřábek Lukáš Květoň Čároví: Michal Zíka Petr Šimánek |

| 9. dubna 2024 18:30 | HC Sparta Praha | 2 : 3 (0:2, 1:0, 1:1) | HC Oceláři Třinec | O2 arena, Praha Návštěvnost: 14 208 |  |

| Report                                                             |                                                                    |                     |                                                                                      |                                                         |
| Jakub Kovář                                                        | Jakub Kovář                                                        | Brankáři            | Ondřej Kacetl                                                                        | Rozhodčí: Jan Hribik Jiří Ondráček Čároví: Daniel Hynek |
| Chlapík (Krejčík, Vitouch) 39:59' Chlapík (Kempný, Lajunen) 57:15' | Chlapík (Krejčík, Vitouch) 39:59' Chlapík (Kempný, Lajunen) 57:15' | 0:1 0:2 1:2 1:3 2:3 | 09:16' Daňo (Cienciala) 12:33' Adámek (Dravecký, Hudáček) 56:30' Helewka (Hrehorčák) | Rozhodčí: Jan Hribik Jiří Ondráček Čároví: Daniel Hynek |
| 2 min                                                              | 2 min                                                              | Tresty              | 2 min                                                                                | Rozhodčí: Jan Hribik Jiří Ondráček Čároví: Daniel Hynek |
| 23                                                                 | 23                                                                 | Střely              | 21                                                                                   | Rozhodčí: Jan Hribik Jiří Ondráček Čároví: Daniel Hynek |

| 11. dubna 2024 17:00 | HC Oceláři Třinec | 2 : 1 PP (0:0, 0:0, 1:1 – 1:0) | HC Sparta Praha | Werk Arena, Třinec Návštěvnost: 5 400 (vyprodáno) |  |

| Report                                                      |                                                             |             |                        |                                                                       |
| Ondřej Kacetl                                               | Ondřej Kacetl                                               | Brankáři    | Jakub Kovář            | Rozhodčí: Antonín Jeřábek Lukáš Květoň Čároví: Josef Špůr Michal Zíka |
| Voženílek (Kousal) 59:59' Voženílek (Kousal, Kousal) 69:21' | Voženílek (Kousal) 59:59' Voženílek (Kousal, Kousal) 69:21' | 0:1 1:1 2:1 | 41:00' Najman (Kousal) | Rozhodčí: Antonín Jeřábek Lukáš Květoň Čároví: Josef Špůr Michal Zíka |
| 2 min                                                       | 2 min                                                       | Tresty      | 0 min                  | Rozhodčí: Antonín Jeřábek Lukáš Květoň Čároví: Josef Špůr Michal Zíka |
| 26                                                          | 26                                                          | Střely      | 29                     | Rozhodčí: Antonín Jeřábek Lukáš Květoň Čároví: Josef Špůr Michal Zíka |

| 13. dubna 2024 17:30 | HC Sparta Praha | 2 : 3 PP4 (1:1, 1:0, 0:1 – 0:0, 0:0, 0:0, 0:1) | HC Oceláři Třinec | O2 arena, Praha Návštěvnost: 16 780 |  |

| Report                                                            |                                                                   |                     | |                                                         |
| Jakub Kovář                                                       | Jakub Kovář                                                       | Brankáři            | Ondřej Kacetl                                                                                        | Rozhodčí: Jan Hribik Jiří Ondráček Čároví: Daniel Hynek |
| Krejčík (Chlapík, Vitouch) 04:38' Krejčík (Kousal, Hrabík) 20:27' | Krejčík (Chlapík, Vitouch) 04:38' Krejčík (Kousal, Hrabík) 20:27' | 1:0 1:1 2:1 2:2 2:3 | 11:41' Helewka (Cienciala, Hudáček) 59:05' Daňo (Hudáček, Marinčin) 121:46' Roman (Adámek, Kurovský) | Rozhodčí: Jan Hribik Jiří Ondráček Čároví: Daniel Hynek |
| 6 min                                                             | 6 min                                                             | Tresty              | 6 min                                                                                                | Rozhodčí: Jan Hribik Jiří Ondráček Čároví: Daniel Hynek |
| 58                                                                | 58                                                                | Střely              | 44                                                                                                   | Rozhodčí: Jan Hribik Jiří Ondráček Čároví: Daniel Hynek |

Konečný stav série 4:3 na zápasy pro HC Oceláři Třinec.

### Finále

#### HC Dynamo Pardubice (1.) – HC Oceláři Třinec (3.)
| 16. dubna 2024 18:00 | HC Dynamo Pardubice | 1 : 2 (0:1, 1:1, 0:0) | HC Oceláři Třinec | Enteria arena, Pardubice Návštěvnost: 10 194 (vyprodáno) |  |

| Report                         |                                |             |                                                                       |                                                                         |
| Roman Will                     | Roman Will                     | Brankáři    | Ondřej Kacetl                                                         | Rozhodčí: Antonín Jeřábek Lukáš Květoň Čároví: Petr Šimánek Michal Zíka |
| Sedlák (Kaut, Košťálek) 36:07' | Sedlák (Kaut, Košťálek) 36:07' | 0:1 0:2 1:2 | 08:19' Hrehorčák (Dravecký, Čacho) 28:49' Kurovský (Vrána, Kundrátek) | Rozhodčí: Antonín Jeřábek Lukáš Květoň Čároví: Petr Šimánek Michal Zíka |
| 10 min                         | 10 min                         | Tresty      | 8 min                                                                 | Rozhodčí: Antonín Jeřábek Lukáš Květoň Čároví: Petr Šimánek Michal Zíka |
| 28                             | 28                             | Střely      | 20                                                                    | Rozhodčí: Antonín Jeřábek Lukáš Květoň Čároví: Petr Šimánek Michal Zíka |

| 17. dubna 2024 18:00 | HC Dynamo Pardubice | 6 : 3 (0:0, 2:1, 4:2) | HC Oceláři Třinec | Enteria arena, Pardubice Návštěvnost: 10 194 (vyprodáno) |  |

| Report | |                                     | |                                                                  |
| Roman Will | Roman Will | Brankáři                            | Ondřej Kacetl | Rozhodčí: Peter Stano Robin Šír Čároví: Daniel Hynek Vít Lederer |
| Pánik (Sedlák) 23:49' Radil (Košťálek, Kaut) 38:52' A. Musil (Čerešňák, Paulovič) 46:15' Vondráček (Mandát) 54:20' Vondráček (Mandát) 55:48' Kaut (Kousal, Čerešňák) 57:42' | Pánik (Sedlák) 23:49' Radil (Košťálek, Kaut) 38:52' A. Musil (Čerešňák, Paulovič) 46:15' Vondráček (Mandát) 54:20' Vondráček (Mandát) 55:48' Kaut (Kousal, Čerešňák) 57:42' | 1:0 1:1 2:1 3:1 3:2 3:3 4:3 5:3 6:3 | 33:03' Cienciala (Hudáček, Kundrátek) 48:50' Helewka (Nestrašil, Voženílek) 49:34' Hudáček (Kundrátek, Cienciala) | Rozhodčí: Peter Stano Robin Šír Čároví: Daniel Hynek Vít Lederer |
| 16 min | 16 min | Tresty                              | 18 min | Rozhodčí: Peter Stano Robin Šír Čároví: Daniel Hynek Vít Lederer |
| 39 | 39 | Střely                              | 25 | Rozhodčí: Peter Stano Robin Šír Čároví: Daniel Hynek Vít Lederer |

| 20. dubna 2024 17:00 | HC Oceláři Třinec | 4 : 3 (2:1, 1:1, 1:1) | HC Dynamo Pardubice | Werk Arena, Třinec Návštěvnost: 5 400 (vyprodáno) |  |

| Report | |                             |                                                                                                 |                                                                    |
| Ondřej Kacetl | Ondřej Kacetl | Brankáři                    | Roman Will                                                                                      | Rozhodčí: Jan Hribik Lukáš Květoň Čároví: Jiří Ondráček Josef Špůr |
| Daňo (Hudáček, Šenkeřík) 10:13' Hudáček (Kundrátek, Vrána) 15:02' Hudáček (Nestrašil, Kundrátek) 23:59' Nestrašil (Voženílek) 56:27' | Daňo (Hudáček, Šenkeřík) 10:13' Hudáček (Kundrátek, Vrána) 15:02' Hudáček (Nestrašil, Kundrátek) 23:59' Nestrašil (Voženílek) 56:27' | 1:0 1:1 2:1 3:1 3:2 4:2 4:3 | 12:05' Radil (Zohorna, Čerešňák) 36:15' Mandát (Zohorna, Will) 58:43' A. Musil (Radil, Zohorna) | Rozhodčí: Jan Hribik Lukáš Květoň Čároví: Jiří Ondráček Josef Špůr |
| 4 min | 4 min | Tresty                      | 4 min                                                                                           | Rozhodčí: Jan Hribik Lukáš Květoň Čároví: Jiří Ondráček Josef Špůr |
| 26 | 26 | Střely                      | 43                                                                                              | Rozhodčí: Jan Hribik Lukáš Květoň Čároví: Jiří Ondráček Josef Špůr |

| 21. dubna 2024 17:00 | HC Oceláři Třinec | 2 : 6 (1:1, 0:2, 1:3) | HC Dynamo Pardubice | Werk Arena, Třinec Návštěvnost: 5 400 (vyprodáno) |  |

| Report                                                         |                                                                |                                 | |                                                                            |
| Ondřej Kacetl                                                  | Ondřej Kacetl                                                  | Brankáři                        | Roman Will | Rozhodčí: Antonín Jeřábek Peter Stano Čároví: Miroslav Lhotský Michal Zíka |
| Cienciala (Hudáček) 05:25' Voženílek (Nestrašil, Smith) 42:53' | Cienciala (Hudáček) 05:25' Voženílek (Nestrašil, Smith) 42:53' | 1:0 1:1 1:2 1:3 2:3 2:4 2:5 2:6 | 07:02' Radil (Hyka, Kaut) 33:35' Kaut (Radil, Košťálek) 35:08' Vondráček (Poulíček) 58:21' A. Musil (Paulovič, D. Musil, do prázdné branky) 58:50' Poulíček (Radil, do prázdné branky) 59:41' Kaut (Zohorna, Paulovič) | Rozhodčí: Antonín Jeřábek Peter Stano Čároví: Miroslav Lhotský Michal Zíka |
| 10 min                                                         | 10 min                                                         | Tresty                          | 18 min | Rozhodčí: Antonín Jeřábek Peter Stano Čároví: Miroslav Lhotský Michal Zíka |
| 34                                                             | 34                                                             | Střely                          | 27 | Rozhodčí: Antonín Jeřábek Peter Stano Čároví: Miroslav Lhotský Michal Zíka |

| 24. dubna 2024 18:00 | HC Dynamo Pardubice | 3 : 0 (0:0, 3:0, 0:0) | HC Oceláři Třinec | Enteria arena, Pardubice Návštěvnost: 10 194 (vyprodáno) |  |

| Report                                                                                         |                                                                                                |             |                                             |                                                                      |
| Roman Will                                                                                     | Roman Will                                                                                     | Brankáři    | Ondřej Kacetl (od 35. minuty Marek Mazanec) | Rozhodčí: Antonín Jeřábek Robin Šír Čároví: Jiří Ondráček Josef Špůr |
| Radil (Zohorna, D. Musil) 29:20' Sedlák (Hyka, Čerešňák) 30:55' Kaut (Košťálek, Sedlák) 34:24' | Radil (Zohorna, D. Musil) 29:20' Sedlák (Hyka, Čerešňák) 30:55' Kaut (Košťálek, Sedlák) 34:24' | 1:0 2:0 3:0 |                                             | Rozhodčí: Antonín Jeřábek Robin Šír Čároví: Jiří Ondráček Josef Špůr |
| 4 min                                                                                          | 4 min                                                                                          | Tresty      | 8 min                                       | Rozhodčí: Antonín Jeřábek Robin Šír Čároví: Jiří Ondráček Josef Špůr |
| 23                                                                                             | 23                                                                                             | Střely      | 25                                          | Rozhodčí: Antonín Jeřábek Robin Šír Čároví: Jiří Ondráček Josef Špůr |

| 26. dubna 2024 17:00 | HC Oceláři Třinec | 4 : 1 (2:0, 1:0, 1:1) | HC Dynamo Pardubice | Werk Arena, Třinec Návštěvnost: 5 400 (vyprodáno) |  |

| Report | |                     |                                    |                                                                      |
| Ondřej Kacetl | Ondřej Kacetl | Brankáři            | Roman Will                         | Rozhodčí: Jan Hribik Robin Šír Čároví: Miroslav Lhotský Daniel Hynek |
| Růžička (Voženílek, Helewka) 13:29' Hrehorčák (Čacho, Dravecký) 15:35' Vrána (Cienciala, Kundrátek) 29:44' Hrehorčák (do prázdné branky) 58:13' | Růžička (Voženílek, Helewka) 13:29' Hrehorčák (Čacho, Dravecký) 15:35' Vrána (Cienciala, Kundrátek) 29:44' Hrehorčák (do prázdné branky) 58:13' | 1:0 2:0 3:0 3:1 4:1 | 56:02' Kousal (Čerešňák, A. Musil) | Rozhodčí: Jan Hribik Robin Šír Čároví: Miroslav Lhotský Daniel Hynek |
| 16 min | 16 min | Tresty              | 20 min                             | Rozhodčí: Jan Hribik Robin Šír Čároví: Miroslav Lhotský Daniel Hynek |
| 24 | 24 | Střely              | 30                                 | Rozhodčí: Jan Hribik Robin Šír Čároví: Miroslav Lhotský Daniel Hynek |

| 28. dubna 2024 18:00 | HC Dynamo Pardubice | 1 : 2 PP2 (0:0, 1:1, 0:0 – 0:0, 0:1) | HC Oceláři Třinec | Enteria arena, Pardubice Návštěvnost: 10 194 (vyprodáno) |  |

| Report               |                      |             |                                                      |                                                                      |
| Roman Will           | Roman Will           | Brankáři    | Ondřej Kacetl                                        | Rozhodčí: Antonín Jeřábek Robin Šír Čároví: Jiří Ondráček Josef Špůr |
| Vála (Mandát) 39:53' | Vála (Mandát) 39:53' | 0:1 1:1 1:2 | 24:43' Vrána (Kundrátek, Cienciala) 83:51' Cienciala | Rozhodčí: Antonín Jeřábek Robin Šír Čároví: Jiří Ondráček Josef Špůr |
| 8 min                | 8 min                | Tresty      | 8 min                                                | Rozhodčí: Antonín Jeřábek Robin Šír Čároví: Jiří Ondráček Josef Špůr |
| 43                   | 43                   | Střely      | 23                                                   | Rozhodčí: Antonín Jeřábek Robin Šír Čároví: Jiří Ondráček Josef Špůr |

Konečný stav série 4:3 na zápasy pro HC Oceláři Třinec.

### Statistiky HC Oceláři Třinec
| Základní část | Základní část | Základní část | Základní část | Play off | Play off | Play off | Play off |
| Ročník        | Útočníci      | Obránci       | Brankáři      | Útočníci | Obránci  | Brankáři |          |
| ------------- | ------------- | ------------- | ------------- | -------- | -------- | -------- | -------- |
| 2023/2024     | Zde           | Zde           | Zde           | Zde      | Zde      | Zde      |          |